# ホセ・ファーミン (内野手)
- ホセ・フェルミン

ホセ・ミゲル・ファーミン（José Miguel Fermín, 1999年3月29日 - ）は、 ドミニカ共和国プエルト・プラタ州プエルト・プラタ出身のプロ野球選手（内野手）。右投右打。MLBのセントルイス・カージナルス所属。
メディアによっては「フェルミン」と表記されることもある。

## 経歴

### プロ入りとインディアンス／ガーディアンズ傘下時代
2015年7月にアマチュア・フリーエージェントでクリーブランド・インディアンス（2022年よりインディアンス→ガーディアンズへと改称）と契約してプロ入り。
2016年、傘下のルーキー級ドミニカン・サマーリーグ・インディアンスでプロデビュー。16試合に出場して打率.224、8打点、2盗塁を記録した。
2017年はルーキー級アリゾナリーグ・インディアンスでプレーし、45試合に出場して打率.229、1本塁打、14打点、5盗塁を記録した。
2018年はA-級マホーニングバレー・スクラッパーズでプレーし、71試合に出場して打率.279、2本塁打、26打点、17盗塁を記録した。
2019年はA級レイクカウンティ・キャプテンズでプレーし、105試合に出場して打率.293、6本塁打、41打点、28盗塁を記録した。
2020年は新型コロナウイルスの影響でマイナーリーグの全試合が中止されたため、公式戦への出場は無かった。
2021年はAA級アクロン・ラバーダックスとAAA級コロンバス・クリッパーズでプレーし、2チーム合計で102試合に出場して打率.253、12本塁打、59打点、26盗塁を記録した。
2022年はAAA級コロンバスでプレーし、102試合に出場して打率.253、12本塁打、59打点、26盗塁を記録した。

### カージナルス時代
2022年11月9日に金銭トレードでセントルイス・カージナルスへ移籍し、同日中に40人枠にも入った。
2023年は傘下のAAA級メンフィス・レッドバーズで開幕を迎え、7月7日にメジャー初昇格を果たした。同日のシカゴ・ホワイトソックス戦にて代走で出場してメジャーデビュー。この年メジャーでは21試合に出場して打率.235、4打点を記録した。
2024年は45試合に出場して打率.155、4打点、2盗塁を記録した。

## 詳細情報

### 年度別打撃成績
| 年 度    | 球 団    | 試 合 | 打 席 | 打 数 | 得 点 | 安 打 | 二 塁 打 | 三 塁 打 | 本 塁 打 | 塁 打 | 打 点 | 盗 塁 | 盗 塁 死 | 犠 打 | 犠 飛 | 四 球 | 敬 遠 | 死 球 | 三 振 | 併 殺 打 | 打 率 | 出 塁 率 | 長 打 率 | O P S |
| -------- | -------- | ----- | ----- | ----- | ----- | ----- | -------- | -------- | -------- | ----- | ----- | ----- | -------- | ----- | ----- | ----- | ----- | ----- | ----- | -------- | ----- | -------- | -------- | ----- |
| 2023     | STL      | 21    | 61    | 51    | 2     | 12    | 1        | 0        | 0        | 13    | 4     | 0     | 1        | 2     | 0     | 6     | 0     | 2     | 8     | 1        | .235  | .339     | .255     | .594  |
| 2024     | STL      | 45    | 79    | 71    | 7     | 11    | 1        | 1        | 0        | 14    | 4     | 2     | 1        | 0     | 0     | 7     | 0     | 1     | 11    | 3        | .155  | .241     | .197     | .438  |
| MLB：2年 | MLB：2年 | 66    | 140   | 122   | 9     | 23    | 2        | 1        | 0        | 27    | 8     | 2     | 1        | 2     | 0     | 13    | 0     | 3     | 19    | 4        | .189  | .283     | .221     | .504  |

- 2024年度シーズン終了時

### 背番号
- 35（2023年）
- 15（2024年 - ）